# Lijst van Belgische deelnemers aan de Paralympische Zomerspelen 1968
Deze lijst van Belgische deelnemers aan de Paralympische Zomerspelen 1968 in Tel Aviv, Israël geeft een overzicht van de sporters die zich hebben gekwalificeerd voor de Spelen.
| Paralympiër         | Sport                               | Onderdeel | Ervaring   |
| ------------------- | ----------------------------------- | --- | ---------- |
| Alice Verhee        | Atletiek Boogschieten Schermen      | Discuswerpen Klasse C Kegelwerpen Klasse C Precisie Speerwerpen Kogelstoten Klasse C Slalom Klasse B Speerwerpen Klasse C Albion Ronde Klasse open Degen Klasse Individueel  | Debutant   |
| Andre Allemeersch   | Atletiek                            | Discuswerpen Klasse C Kegelwerpen Klasse C Kogelstoten Klasse C 60 m Klasse C Speerwerpen Klasse C                                                                           | Debutant   |
| Andre Gurman        | Atletiek Gewichtheffen              | Discuswerpen Klasse C Kegelwerpen Klasse C Kogelstoten Klasse C Precisie Speerwerpen Klasse C Slalom Klasse B Speerwerpen Klasse C 4x40 m Estafette Klasse Open Vedergewicht | Debutant   |
| Boileaux            | Atletiek Gewichtheffen              | Discuswerpen Klasse A Kegelwerpen Klasse A Speerwerpen Klasse A Middengewicht                                                                                                | Debutant   |
| Breleau             | Atletiek                            | Kogelstoten Klasse A | Debutant   |
| Delobel             | Atletiek                            | Discuswerpen Klasse D Kegelwerpen Klasse D Kogelstoten Klasse D Precisie Speerwerpen Speerwerpen Klasse D                                                                    | Debutant   |
| Dua                 | Atletiek                            | Discuswerpen Klasse A Kegelwerpen Klasse A Kogelstoten Klasse A Speerwerpen Klasse A                                                                                         | Debutant   |
| Finucci             | Atletiek Boogschieten Gewichtheffen | Discuswerpen Klasse A Kegelwerpen Klasse A Kogelstoten Klasse A Speerwerpen Klasse A Columbia Ronde Klasse open Zwaargewicht                                                 | Debutant   |
| Meulenmeester       | Atletiek                            | 60 m Klasse C 4x40 m Estafette Klasse Open Slalom Klasse C | Debutant   |
| Wilfred van Brauene | Atletiek Schermen Tafeltennis \|    | 100 m Klasse C 4x40 m Estafette Klasse Open Slalom Klasse C Sabel Klasse Individueel Individueel Klasse C                                                                    | Debutant   |
| Aime Desal          | Boogschieten Dartchery              | Albion Ronde Klasse open FITA Ronde Klasse Open Paren Klasse Open | Debutant   |
| Guy Grun            | Boogschieten Dartchery              | Columbia Ronde Klasse open Paren Klasse Open | Debutant   |
| J. van Eynde        | Boogschieten Dartchery              | Columbia Ronde Klasse open Paren Klasse Open | Debutant   |
| Lorent              | Boogschieten                        | Columbia Ronde Klasse open | Debutant   |
| Schelfaut           | Boogschieten Dartchery              | Albion Ronde Klasse open FITA Ronde Klasse Open Paren Klasse Open | 2de Spelen |
| Tinant              | Boogschieten                        | Albion Ronde Klasse open FITA Ronde Klasse Open | Debutant   |
| Stevens             | Schermen Tafeltennis                | Sabel Klasse Individueel Individueel Klasse C | Debutant   |
| Wim Jacob           | Schermen Tafeltennis                | Sabel Klasse Individueel Individueel Klasse C | Debutant   |
| Ann Matthys         | Schermen Tafeltennis                | Degen Klasse Individueel Individueel Klasse C | Debutant   |
| Bruyndonck          | Tafeltennis                         | Individueel Klasse B | Debutant   |
| Lampo               | Tafeltennis Zwemmen                 | Individueel Klasse C 50 m Rugslag Klasse class 5 (cauda equina) 50 m Schoolslag Klasse class 5 (cauda equina) 50 m Vrije Slag Klasse class 5 (cauda equina)                  | Debutant   |
| Hoebers             | Tafeltennis                         | Individueel Klasse C | Debutant   |
| Richard de Zutter   | Tafeltennis                         | Individueel Klasse C | Debutant   |
| Frank Jespers       | Zwemmen                             | 50 m Rugslag Klasse class 4 complete 50 m Schoolslag Klasse class 4 complete 50 m Vrije Slag Klasse class 4 complete                                                         | Debutant   |
| Johan van Keymeulen | Zwemmen                             | 50 m Schoolslag Klasse class 4 incomplete 50 m Vrije Slag Klasse class 4 incomplete                                                                                          | Debutant   |
| Kornelis            | Zwemmen                             | 50 m Rugslag Klasse class 4 incomplete | Debutant   |

## Opmerkingen
- De namen van de Basketbal heren van 1968 zijn niet bekend.